# Final da Taça da Liga de 2020–21
A Final da Taça da Liga de 2020–21 foi uma partida de futebol disputada no dia 23 de Janeiro de 2021 para determinar o vencedor da Taça da Liga de 2020-21. A Final foi disputada no Estádio Municipal de Leiria, em Leiria, entre o Sporting CP e o SC Braga. O Sporting CP venceu a prova, ao derrotar o SC Braga por 1–0, conquistando a sua 3ª Taça da Liga. O árbitro do encontro foi Tiago Martins da AF Lisboa.

## Final
A Final foi disputada a 23 de Janeiro de 2021 no Estádio Municipal de Leiria.
| 23 Janeiro 2021 | Sporting        | 1 – 0  | Braga | Estádio Municipal de Leiria                   |
| 19:45           | Pedro Porro 41' | Report |       | Público: 0 Árbitro: Tiago Martins (AF Lisboa) |